# Aielo de Malferit (kommun)
Aielo de Malferit är en kommun i Spanien.   Den ligger i provinsen Província de València och regionen Valencia, i den östra delen av landet, 300 km sydost om huvudstaden Madrid. Antalet invånare är 4 743. Arean är 27,0 kvadratkilometer. Aielo de Malferit gränsar till Agullent, Albaida, Canals, Montesa, L'Olleria, Ontinyent och Vallada. 
Terrängen i Aielo de Malferit är kuperad västerut, men österut är den platt.